# Aleksander Grzegorzewski (poseł)
Aleksander Grzegorzewski – poseł płocki na sejm grodzieński (1793), należał do najgorliwszych stronników Karola Boscampa-Lasopolskiego, poparł wniosek czytania projektu traktatu II rozbioru z Prusami. Był członkiem konfederacji grodzieńskiej 1793 roku.